# Aureol
Die Aureol war ein 1951 in Dienst gestelltes Passagierschiff der britischen Elder Dempster Line. Nach ihrer Ausmusterung im Oktober 1974 wurde sie bis 1989 als Wohnschiff unter dem Namen Marianna VI genutzt. Anschließend lag das Schiff mehr als ein Jahrzehnt lang vor Eleusis, bis es 2001 in Indien abgewrackt wurde. Die Aureol war das letzte in Dienst gestellte Passagierschiff der Elder Dempster Line.

## Geschichte
Die Aureol wurde am 17. November 1949 unter der Baunummer 629 in der Werft von Alexander Stephen and Sons in Govan auf Kiel gelegt und lief am 28. März 1951 vom Stapel. Das Schiff wurde im Oktober 1951 an die Elder Dempster Line abgeliefert und am 3. November 1951 unter dem Kommando von Kapitän J.J. Smith auf der Strecke von Liverpool nach Lagos in Dienst gestellt. Es wurde auch als „White Swan“ (Weißer Schwan) bezeichnet.
Die Aureol blieb auf dieser Strecke über 20 Jahre lang im Dienst. 1971 deutete sich erstmals eine baldige Ausmusterung des laut Angaben der Reederei im Betrieb teuren Schiffes an. 1972 wurde die Aureol unter dem großen Interesse der lokalen Presse von Liverpool nach Southampton verlegt, befuhr aber weiterhin ihre alte Strecke. Grund für den Wechsel des Heimathafens war die Schließung der Prince’s Landing Stage, an der die Aureol bis dahin ihren Liegeplatz hatte. Am 18. Oktober 1974 beendete das Schiff nach insgesamt knapp 23 Dienstjahren und 203 Überfahrten seine letzte Reise im Hafen von Southampton und wurde anschließend ausgemustert, da der Liniendienst nach Lagos unwirtschaftlich wurde.
Im November 1974 ging die Aureol in den Besitz des griechischen Reeders Giannis Latsis über und erhielt den Namen Marianna VI. Sie stand fortan als Wohnschiff für Petrola International im Saudi-Arabischen Dschidda im Einsatz und diente dort zwischenzeitlich auch als Hotelschiff für muslimische Pilger sowie für diplomatische Gäste des Landes wie Henry Kissinger. Anschließend diente sie ab Februar 1980 als Wohnschiff in Rabigh, ehe sie im Februar 1989 ausgemustert wurde. Die Marianna VI wurde nach Eleusis geschleppt und dort aufgelegt. Sie war zusammen mit der Marianna 9 und der Margarita L eines von insgesamt drei Schiffen der ehemaligen Flotte von Giannis Latsis, die in Eleusis auflagen.
Für keines der drei Schiffe fand sich ein neuer Betreiber. Die Marianna VI wurde im April 2001 zusammen mit der Marianna 9 zum Abbruch ins indische Alang verkauft, wo beide Schiffe nach ihrer Ankunft im Juni 2001 in den folgenden Monaten zerlegt wurden. Die Margarita L blieb noch vier Jahre länger in Eleusis liegen, bis sie 2005 ebenfalls nach Alang verkauft wurde.